# Julius Kovazh
Julius Kovazh (6 giugno 1930 – 2 dicembre 2012) è stato un calciatore austriaco, di ruolo attaccante.

## Carriera

### Club
Ha sempre giocato per club austriaci.

### Nazionale
Ha giocato la sua unica partita in Nazionale nel 1957.